# Colonia Primero de Mayo, Veracruz
Colonia Primero de Mayo är en ort i Mexiko.   Den ligger i kommunen Tierra Blanca och delstaten Veracruz, i den sydöstra delen av landet, 280 km öster om huvudstaden Mexico City. Colonia Primero de Mayo ligger 212 meter över havet och antalet invånare är 519.
Terrängen runt Colonia Primero de Mayo är platt åt nordost, men åt sydväst är den kuperad. Terrängen runt Colonia Primero de Mayo sluttar österut. Runt Colonia Primero de Mayo är det ganska tätbefolkat, med 70 invånare per kvadratkilometer. Närmaste större samhälle är Tezonapa, 9,8 km sydväst om Colonia Primero de Mayo. Trakten runt Colonia Primero de Mayo består till största delen av jordbruksmark.